# Billy Joe Shaver
(Kris Kristofferson, nel corso di un'intervista)
Billy Joe Shaver (Corsicana, 16 agosto 1939 – Waco, 28 ottobre 2020) è stato un cantautore, paroliere e attore statunitense.
Considerato uno dei maggiori cantautori nella storia degli Stati Uniti, Shaver è stato da molti definito come una delle più grandi leggende nella storia della musica country.
Pur essendovi un caloroso apprezzamento musicale da parte della critica musicale e dei colleghi, come Bob Dylan e Willie Nelson, egli non è mai stato in grado di ottenere lo stesso successo commerciale dei numerosi artisti che hanno interpretato i suoi brani.
Noto per il suo stile anticonformista e ribelle, egli fu un paroliere di talento e acclamato attore ed intrattenitore.
Tra i massimi esponenti del genere outlaw country, nel tempo le sue composizioni sono state interpretate da numerosi artisti di fama internazionale, tra i quali Elvis Presley, Johnny Cash, Bob Dylan, Tom Jones, Jerry Lee Lewis e Waylon Jennings.

## Biografia
(Geoff Edgers, critico musicale del The Washington Post)

### Infanzia ed inizi

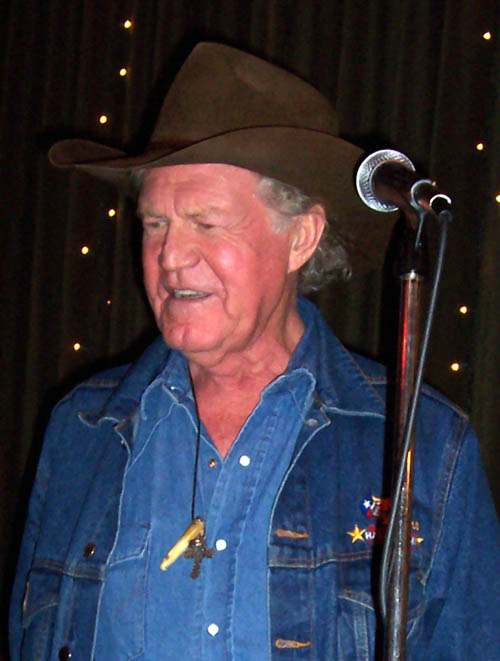
Billy Joe Shaver nel 2007

Shaver è nato a Corsicana, in Texas, ed è cresciuto con sua madre, Victory Watson Shaver, dopo che suo padre, Virgil, ha lasciato la famiglia prima della nascita di Billy.
Fino a 12 anni, ha trascorso la maggior parte del tempo con sua nonna in Corsicana, affinché sua madre potesse lavorare a Waco.
La madre di Shaver si è risposata dopo la morte della nonna, così lui e sua sorella maggiore Patricia si sono trasferiti con la madre e il nuovo patrigno. Shaver lasciò la scuola prima delle superiori, per aiutare i suoi zii a raccogliere il cotone, anche se occasionalmente tornò a scuola per fare sport
Shaver, per un periodo, ha lavorato anche in mulino dove, a seguito di un incidente con un macchinario da segheria, perse due dita della mano destra. Shaver in seguito si riprese dall'infortunio ed imparò a suonare la chitarra senza quelle dita mancanti. Shaver, per il suo diciassettesimo compleanno, si unì alla marina militare degli Stati Uniti.

### Carriera

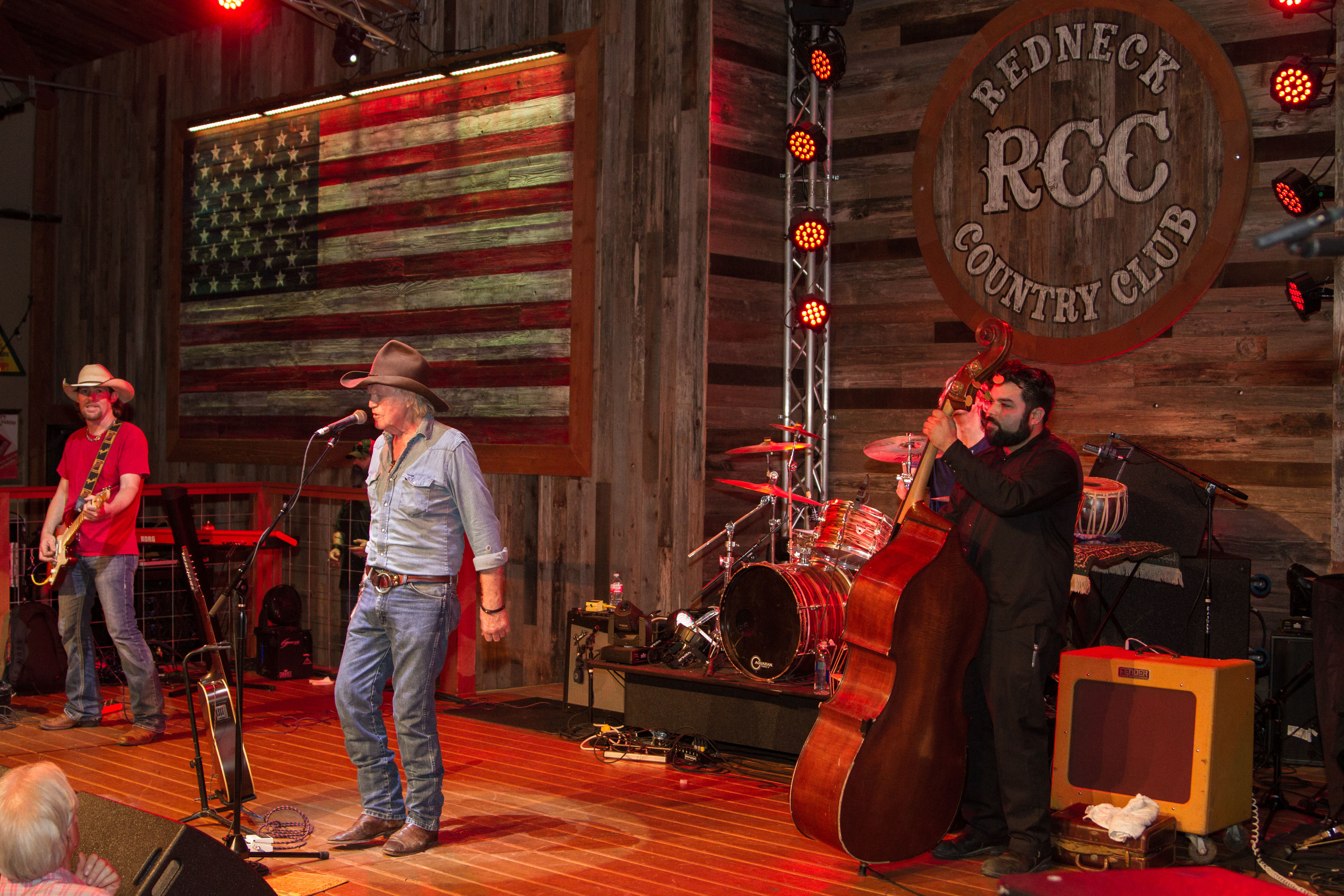
Billy Joe Shaver in concerto al Redneck Country Club, in Texas, nel 2015

Il suo esordio, l'album del 1973 Old Five and Dimers Like Me, è considerato un classico del genere outlaw country.
A tale disco ne seguirono altri due negli anni '70 (When I Get My Wings, del 1976, e Gypsy Boy, pubblicato nel 1977). Questi dischi, come d'altronde la maggior parte di quelli da lui pubblicati, non otterranno un grande successo di vendite ma contribuirono a consolidare la sua immagine di "fuorilegge" e permisero la crescita dell'Outlaw Country.
Il suo primo lavoro discografico del nuovo decennio è "I'm Just An Old Chunk Of Coal... But I'm Gonna Be A Diamond Someday", pubblicato nel 1981 e contenente la title track che sarà in seguito uno dei più grandi successi dell'artista.
A tale album ne seguirono altri due negli anni '80 che ottennero un discreto successo commerciale senza però riuscire ad entrare nelle classifiche nazionali.
Nel 1993 pubblica il suo settimo album in studio, Tramp On Your Street. Il disco contiene diverse hit del cantante, tra le quali If I Give My Soul  (in seguito eseguito anche da altri, come Tom Jones e Johnny Cash) e la struggente Live Forever.

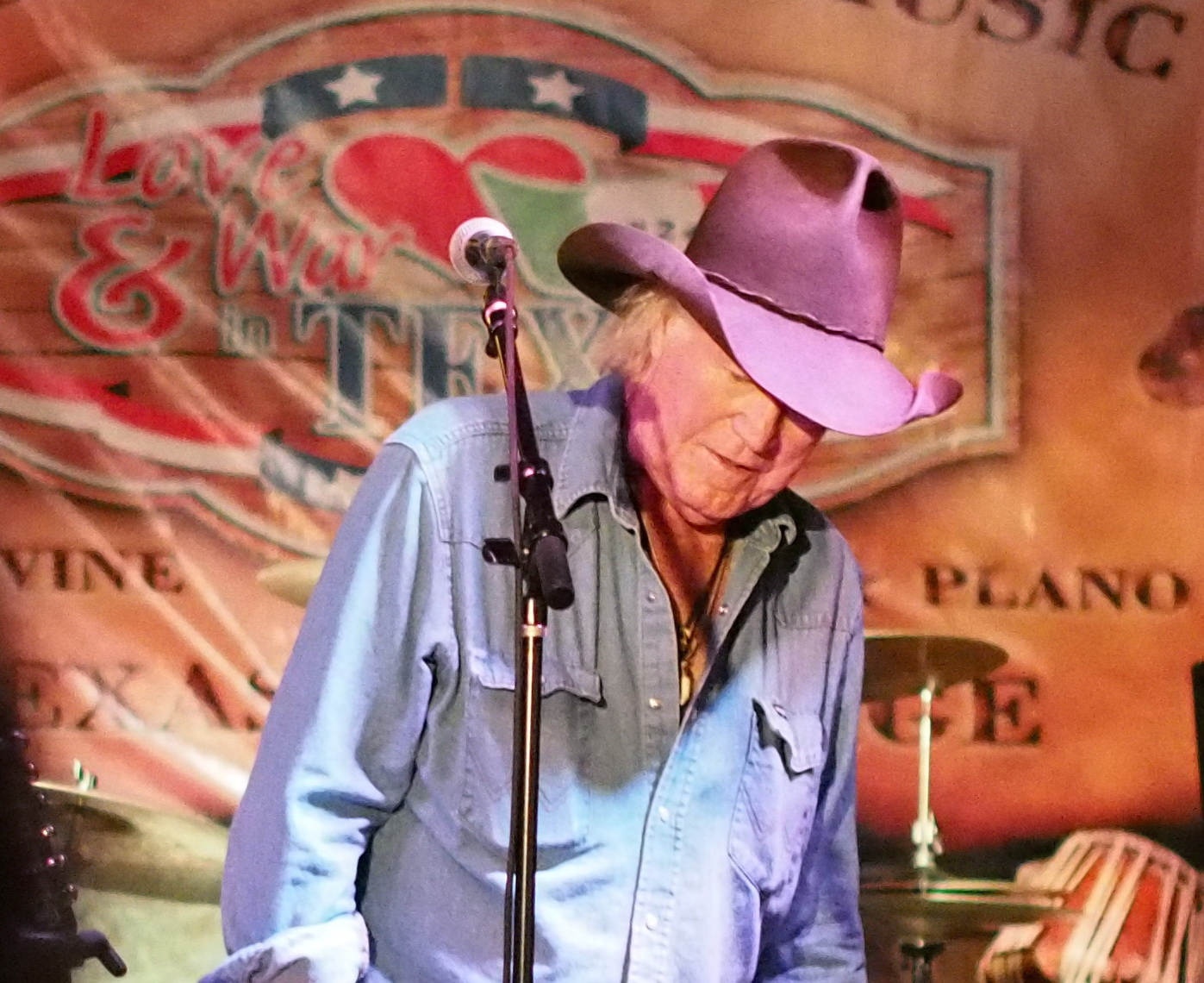
Shaver in concerto nel maggio del 2015 a Plano, Texas

Nel 1998 pubblica il disco Victory contenente alcune delle sue più grandi hit, tra le quali spicca If I Give My Soul. L'album viene accolto in modo favorevole dalla critica e l'aggregatore di recensione AllMusic assegna all'opera un punteggio di 4,5 su 5.
Nel 1999, Shaver si esibisce nel prestigioso Grand Ole Opry di Nashville, Tennessee.
Il 25 agosto del 2001, Billy Joe ha avuto un infarto durante una performance nella "Gruene Hall" in Texas. Il cantante sopravvisse e, dopo un breve periodo, ricominciò la sua attività musicale. L'anno successivo, nel 2002, pubblica il suo tredicesimo album in studio dal titolo Freedom's Child.
Nel novembre del 2005, si esibisce nella trasmissione CMT Outlaws mentre nel 2006, viene inserito nella Texas Country Music Hall of Fame. Nello stesso periodo supporta la campagna presidenziale dello stato del Texas del suo collega musicista e amico Kinky Friedman.
Nello stesso anno, viene pubblicata la sua autobiografia dal titolo Honky Tonk Hero.
Per tutti gli anni '90 e 2000 prosegue l'attività in studio e concertistica. Nel 2007, con la Compadre Records, pubblica il disco di musica gospel Everybody's Brother, che contiene numerosi duetti con artisti del calibro di Johnny Cash, Kris Kristofferson, Marty Stuart e molti altri.
Nonostante queste collaborazioni, la sua discografia non riscuoterà mai un grande successo di vendite e, pur essendovi un caloroso apprezzamento musicale da parte della critica e dei colleghi, Billy non sarà mai in grado di ottenere lo stesso successo degli artisti che interpretano i suoi brani.
(Courtney S. Lennon, nella biografia "Live Forever: The Songwriting Legacy of Billy Joe Shaver" - 2022)
Nel 2014 pubblica il suo diciassettesimo ed ultimo album in studio, dal titolo Long In The Tooth. Il disco ottiene un grande successo di critica e pubblico diventando l'unico album della sua carriera ad entrare nelle classifiche nazionali (sia generali che di musica country).

### Morte
Shaver, che Viveva a Waco, in Texas, da molti anni, è morto il 28 ottobre 2020, all'età di 81 anni a seguito di un ictus.

## Vita privata

### Relazioni e figli
(Andrew Dansby, in un articolo del Houston Chronicle del 2007)
Shaver, nella sua vita, si è sposato con tre donne.
Negli anni del servizio militare, Shaver conobbe e sposò Brenda Joyce Tindell. I due si sposarono e divorziarono tre volte: dal 1960 al 1966, dal 1968 al 1986 e dal 1997 al 1999.
Nel 1962 ebbero un figlio, John Edwin  (professionalmente conosciuto come Eddy); egli fu per diversi decenni il chitarrista in concerto del padre. Eddy morì in seguito ad un'overdose il 31 dicembre del 2000.
Al termine del secondo matrimonio con Brenda, egli sposò Jane Shaver e i due rimasero insieme dal 1990 al 1991. Nel 1999, in seguito alla morte della prima moglie (dopo che si sposarono per la terza volta), egli conobbe la Wanda Lynn Canady e i due si sposarono nel 2005.  Il matrimonio è terminato con la morte di lui nel 2020.

### Religione
(Billy Joe Shaver nel corso di un'intervista)
Cristiano travagliato ma sempre praticante, Billy era un assiduo lettore della Bibbia.
Numerose sue canzoni riguardano la figura di Gesù Cristo come "If You Don't Love Jesus Go To Hell" o "Jesus Christ, What A Man". Nella sua discografia sono presenti numerosi elementi che si collegano con il concetto cristiano di redenzione.
L'importanza della fede nella sua vita è anche testimoniata dal suo percorso di disintossicazione dall'alcol al quale, lui stesso, ha dato il merito a Dio.
The second time, I done it on my own»
La seconda volta l'ho fatto da solo»
(Billy Joe Shaver, Black Rose (1973))

## Stile musicale e poetica
Be good to one another/
Please try to raise your children right/
Don't let the darkness take 'em/
Don't make 'em feel forsaken/
Just lead them safely to the light/»
Siate buoni tra di voi/
Per favore, trattate bene i vostri figli/
Non fate entrare le tenebre in loro/
Non fateli sentire abbandonati/
Semplicemente conduceteli verso la luce/»
(Billy Joe Shaver, dal brano "Live Forever")
Unanimemente riconosciuto come uno dei massimi esponenti dell'Outlaw Country, Shaver ha comunque sperimentato numerosi generi passando dal country con un sound "neotradizionale" fino al gospel e al blues.
Johnny Cash ha definito Shaver come "uno dei migliori cantautori d'America" e, a più riprese, anche Willie Nelson ha elogiato le sue liriche citandolo come il "più grande cantautore tra tutti".

Spesso autore di testi cupi e pessimisti, il suo catalogo offre comunque molte prospettive religiose, influenzate dal suo profondo credo cristiano. Le sue liriche infatti sono colme di rimandi ai testi biblici e riferimenti espliciti al concetto di redenzione.

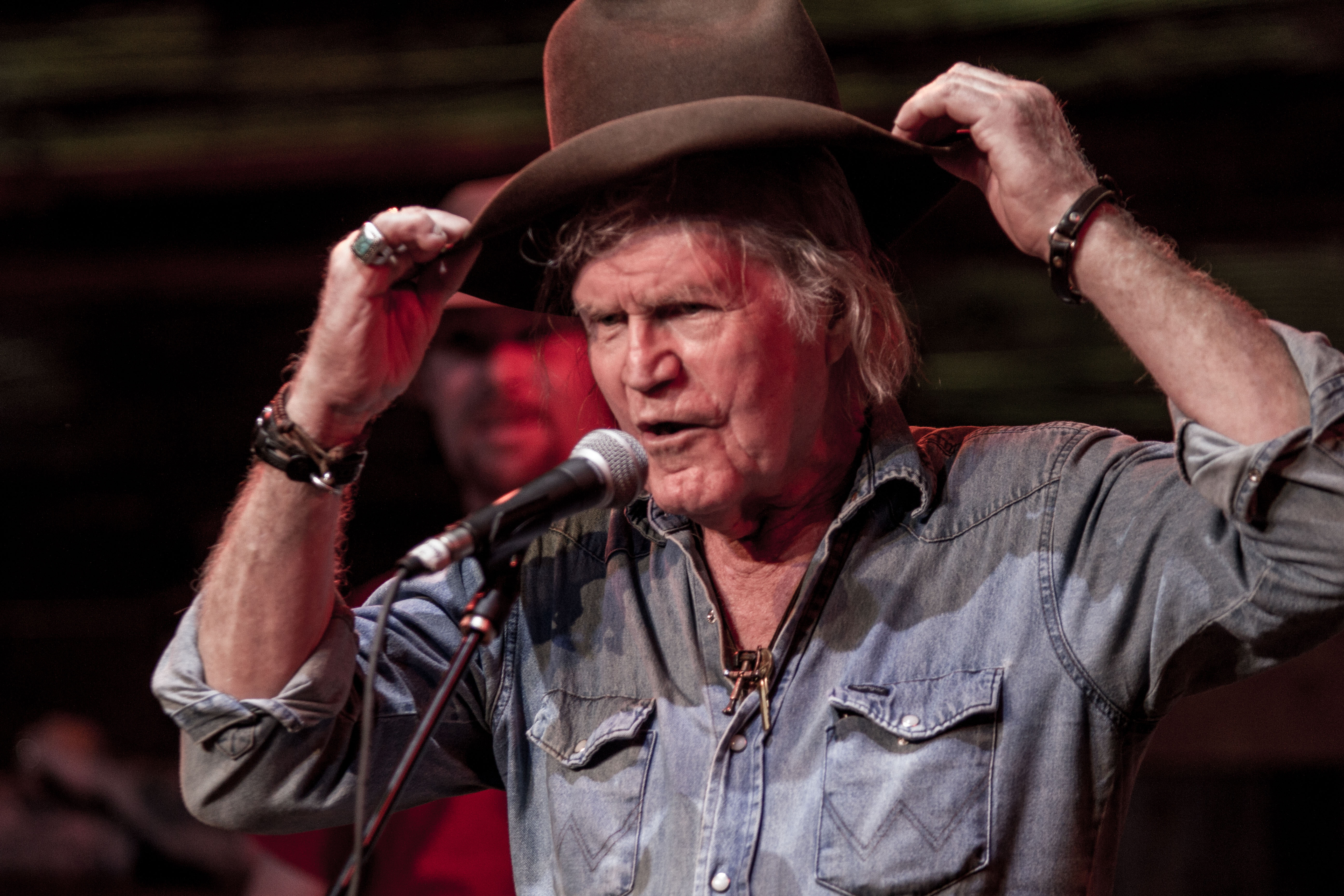
Shaver in concerto nel 2015

Shaver è stato inoltre l'autore di numerosi brani poi resi celebri da altri artisti ad esempio If I Give My Soul (reinterpretata in seguito da Tom Jones e Johnny Cash), You Ask Me To (ripresa nel 1975 da Elvis Presley) e Old Five And Dimer (registrata come demo da Bob Dylan negli anni '80).
I testi delle sue canzoni sono spesso autobiografici e in essi si riscontra una forte impronta realista. La critica ha spesso elogiato la presenza di elementi tratti da esperienze personali nei suoi testi cosicché questi ultimi potessero risultare più sinceri agli ascoltatori:
(Robert L. Doerschuk, in un articolo del 2007 su American Songwriter)
Nonostante il successo di critica e la grande riverenza da parte dei colleghi, egli non ha mai goduto di un grande successo nel mercato musicale.

## Discografia

### Album in studio
- 1973 - Old Five and Dimers Like Me
- 1976 - When I Get My Wings
- 1977 - Gypsy Boy
- 1981 - I'm Just an Old Chunk of Coal
- 1982 - Billy Joe Shaver
- 1987 - Salt of the Earth
- 1993 - Tramp on Your Street
- 1996 - Highway of Life
- 1998 - Victory
- 1999 - Electric Shaver
- 1999 - Honky Tonk Heroes
- 2001 - The Earth Rolls On
- 2002 - Freedom's Child
- 2004 - Billy and the Kid
- 2005 - The Real Deal
- 2007 - Everybody's Brother
- 2014 - Long In The Tooth

## Cover di Billy Joe Shaver
Numerose sono state le occasioni in cui dei brani di Billy Joe Shaver sono diventati oggetto di cover da parte di artisti affermati nel campo della musica, tra i quali Elvis Presley, Johnny Cash, Bob Dylan, Tom Jones, Jerry Lee Lewis e numerosi altri.
 Di Johnny Cash 
- Jesus Was Our Saviour and Cotton Was Our King - Registrato per l'album in studio John R. Cash del 1975
- Lately I Been Leanin' Toward the Blues - Registrato per l'album in studio Silver del 1979
- The Cowboy Who Started the Fight - Registrato per l'album in studio Rockabilly Blues del 1980
- Georgia on a Fast Train - Registrato per l'album in studio The Adventures of Johnny Cash del 1982
- If I Give My Soul - Inserito per l'album compilation Unearthed del 2003

 Di Willie Nelson 
- I Been to Georgia on a Fast Train - registrato per l'album in studio Me and Paul del 1985
- Old Five & Dimers Like Me - registrato per l'album in studio Me and Paul del 1985
- Black Rose - registrato per l'album in studio Me and Paul del 1985

 Di Tom Jones 
- If I Give My Soul - Registrato per l'album in studio Praise & Blame del 2010

 Di Elvis Presley 
- You Asked Me To - Registrato per l'album in studio Promised Land del 1975

 Di Bob Dylan 
- Old Five And Dimers Like Me - Registrato per la colonna sonora del film Hearts Of Fire nel 1986 ma mai pubblicato ufficialmente e diffuso attraverso vari bootleg
- Dylan, inoltre, ha anche citato per nome Billy Joe Shaver nella sua canzone I Feel a Change Comin' On (nella quale un verso recita: "Ascolto Billy Joe Shaver / mentre leggo James Joyce" )

## Carriera cinematografica
Nel 1997, Shaver ha preso parte alla pellicola L'apostolo.
Tra le varie apparizioni cinematografiche di Shaver, vi sono il ruolo del 2008, nel film Bait Shop ed il cameo nel 2016 nella serie TV Still the King.
Il comico Norm Macdonald era un appassionato fan di Shaver e suo amico personale. Nel 2018, Shaver è apparso come ospite nel programma Netflix di Macdonald dal titolo Norm Macdonald Has a Show.

## Curiosità
- Shaver è stato uno dei punti di riferimento di Bob Dylan che, oltre ad aver interpretato il suo brano Old Five And Dimer, lo ha anche citato nella sua canzone I Feel a Change Comin' On (In un verso dice: "Ascolto Billy Joe Shaver / mentre leggo James Joyce").
- Il comico Norm Macdonald è un fan di Shaver tanto che l'incipit del suo libro Based on a True Story è una citazione di una delle sue canzoni.

## Controversie
- Il 2 aprile 2007, la polizia di Lorena, in Texas, ha emesso due mandati di arresto per Shaver (con l'accusa di aggressione aggravata e possesso di un'arma da fuoco in un luogo proibito). Ciò era legato ad una sparatoria avvenuta fuori dalla taverna Texas Saloon di Lorena, Texas, due giorni prima, il 31 marzo. Shaver aveva infatti sparato in faccia ad un uomo, Billy Bryant Coker, per motivi poi riconosciuti come legittima difesa. La vittima venne ferita alla guancia ma guarì in poco tempo. Al processo, in favore di Shaver, vi era il suo caro amico Willie Nelson.[24]